# Storia degli ebrei in Egitto
Gli ebrei egiziani costituiscono una delle più antiche comunità ebraiche del mondo. Sebbene non esista un censimento preciso, la popolazione ebraica egiziana attuale è stata stimata nel 2004 sotto le cento persone, con un calo drammatico dai 75.000-80.000 del 1922. Il corpo centrale della comunità indigena consisteva principalmente di Rabbaniti e Karaiti. Dopo la loro espulsione dalla Spagna, molti ebrei Sefarditi e Karaiti iniziarono ad emigrare in Egitto e le loro quantità aumentarono notevolmente con la crescita degli scambi commerciali dopo l'apertura del canale di Suez, con altri ebrei che gradualmente si trasferivano da tutti i territori dell'Impero ottomano, dall'Italia e dalla Grecia e si stabilivano nelle principali città egiziane, costituendone poi la maggioranza. La comunità aschenazita rimase circoscritta nel quartiere di Darb al-Barabira del Cairo, iniziando ad arrivare dopo le ondate di pogrom che afflissero l'Europa nella seconda parte del XIX secolo.
Oggi la comunità è quasi estinta. Nel 2016 l'esponente della comunità ebraica egiziana Magda Tania Haroun dichiarava che in Egitto erano in vita solo 6 donne ebree, tutte oltre i 65 anni di età 

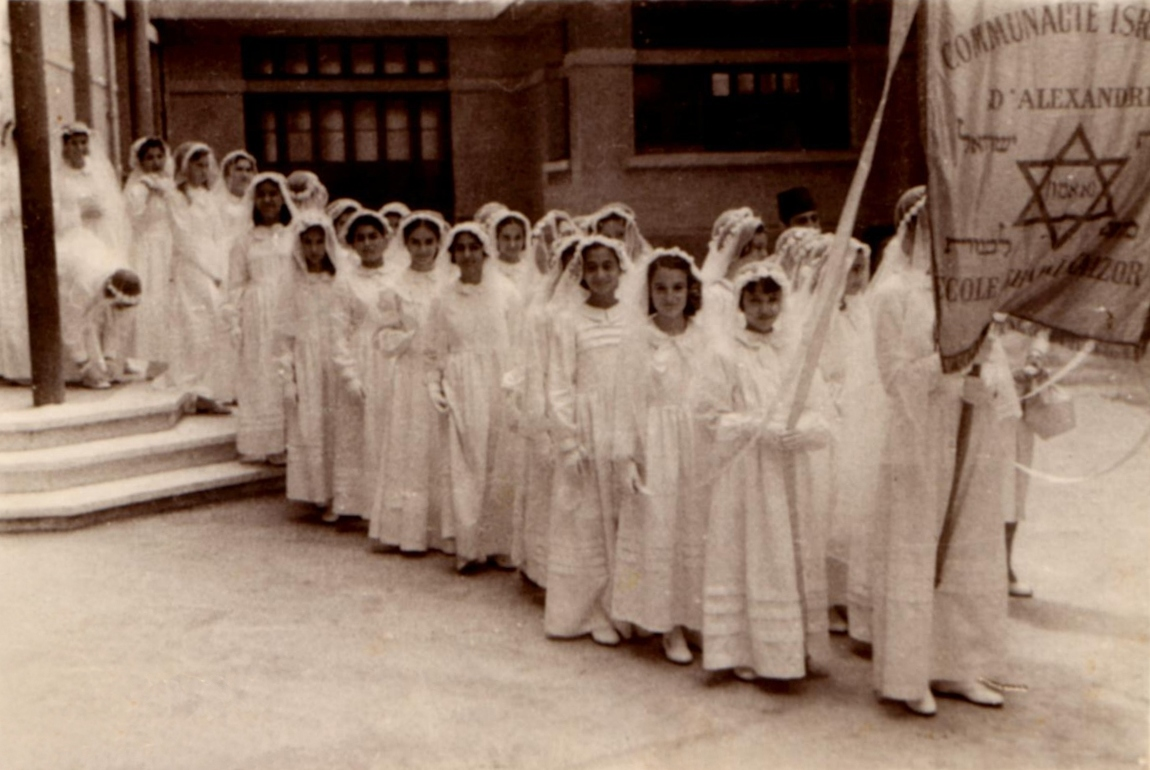
Ragazze ebree egiziane di Alessandria d'Egitto durante la Bat Mitzva tra la fine degli anni '50 e l'inizio degli anni '60.

.